# Yücel Erten

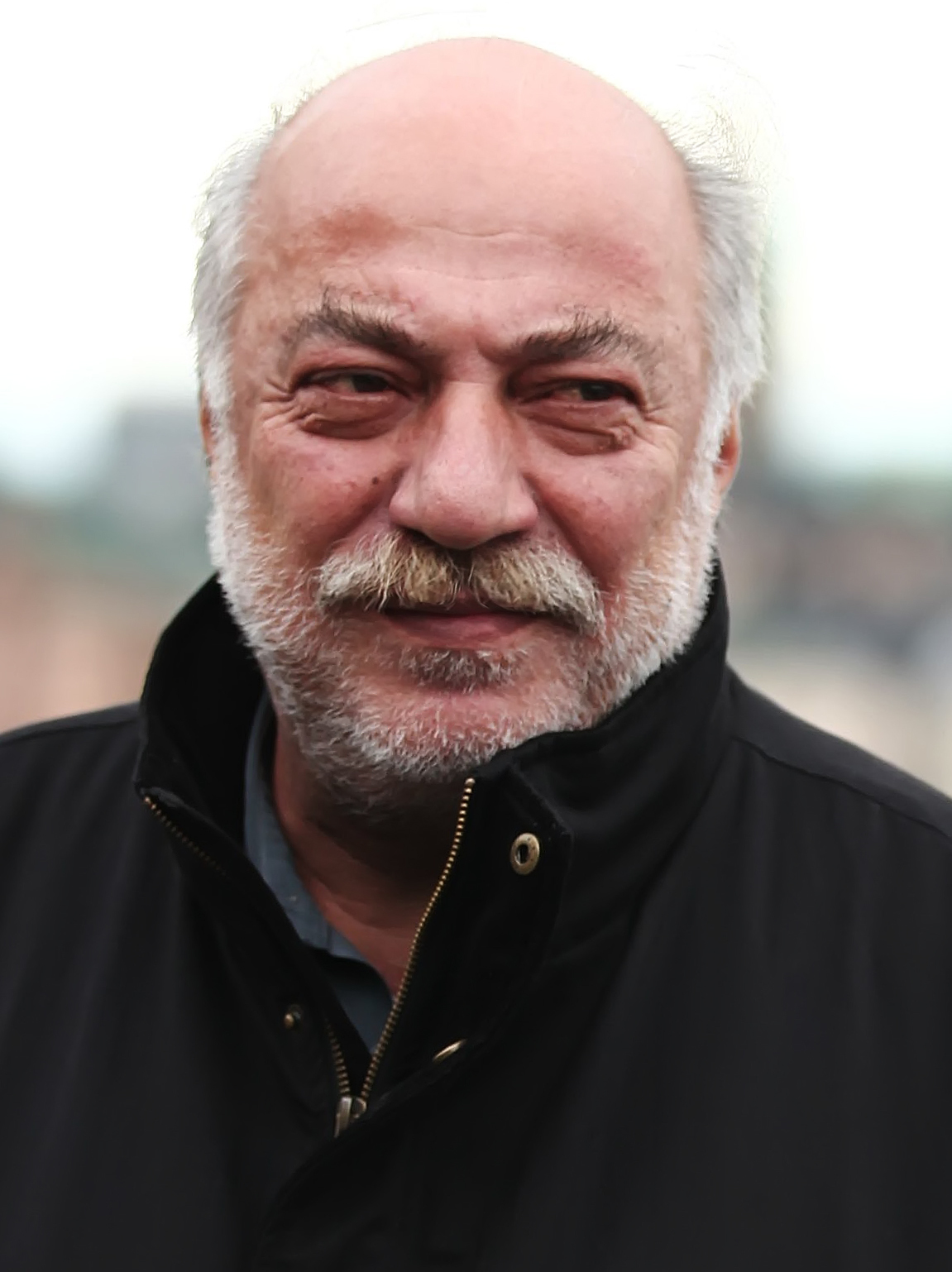
Yücel Erten 2011

Yücel Erten (* 19. Oktober 1945 in Muş) ist ein türkischer Schauspieler, Regisseur, Schriftsteller, Übersetzer und Intendant. Er wurde Generaldirektor des türkischen Staatstheaters.

## Leben
Er besuchte ab 1951 die Grund- und Mittelschule in Antalya und 1960 das Gymnasium in Ankara. Er absolvierte im Jahr 1969 eine Theaterausbildung am Staatlichen Konservatorium in Ankara. Am türkischen Staatstheater arbeitete er zunächst als Schauspieler und als Regieassistent.
1970 begann Erten ein Regiestudium an der Folkwang Hochschule Essen in Bundesrepublik Deutschland. Als Regieassistent arbeitete er während des Studiums am Schauspielhaus Zürich (1972), am Niedersächsischen Staatstheater Hannover (1973), an den Städtischen Bühnen Essen (Regie-Mitarbeit 1974) und an der Bühne 64 in der Schweiz (Regie-Mitarbeit 1975). Sein Zusatzstudium bestand aus Bühnenbild und Kostümkunde und Clown-Kursus.
In den Jahren 1974–1976 arbeitete er als Ensemble-Lehrer an der staatlichen Schauspielschule Ankara. Ab 1976 begann Erten als Regisseur am Staatstheater Ankara zu arbeiten. Bei der Deutschen Welle in Köln arbeitete er in den Jahren 1977–1979 als Redakteur, Übersetzer und Sprecher. An der Theater-Abteilung der Universität Ankara unterrichtete er Regie (1979–1996). Er ist Gründer und künstlerischer Leiter der Kunsthauses Ankara. Er war von 1992 bis 1994 Generaldirektor des türkischen Staatstheaters. Im Jahr 2000 verließ er das Staatstheater und wurde von 2002 bis 2004 Intendant des städtischen Theaters İzmit. Seit 2004 arbeitet er als freiberuflicher Regisseur.

„Vergessen Sie nicht, dass die Liebe zum Theater und dessen eigener Ethik der Grund unserer Existenz ist. Und so lange wir es nicht hergeben, kann es niemand von uns nehmen.“

## Auszeichnungen
- Folkwang Auszeichnung für gute Examenleistungen: Aristofanes Kadınlar Devleti, Bundesrepublik Deutschland, 1974 Folkwang Hochschule Essen – Auszeichnungsurkunde

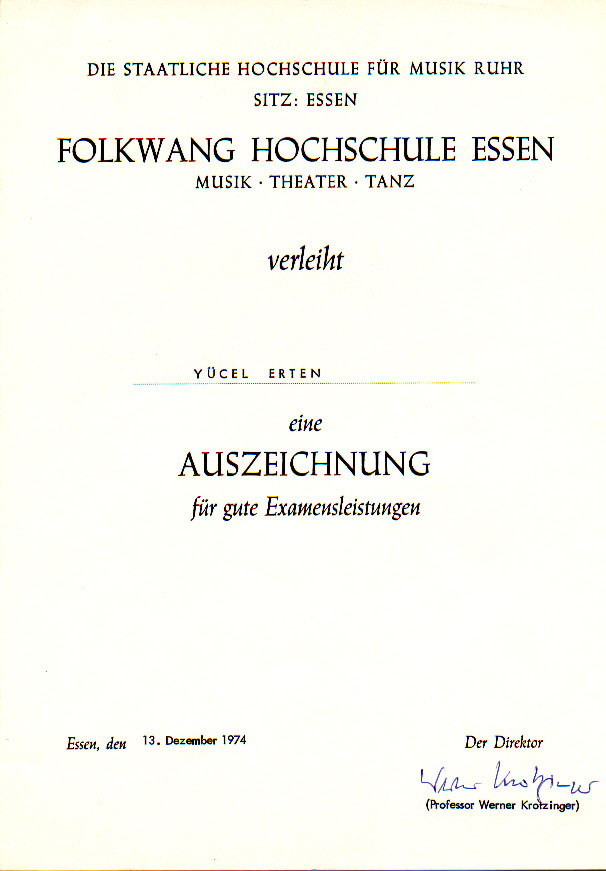
Folkwang Hochschule Essen – Auszeichnungsurkunde

- Auszeichnung der staatlichen Kunstinstitution „Ankara Sanat Kurumu“ als lobenswerte Regie: Recep Bilginer Parkta Bir Sonbahar Günüydü, Türkei, 1976
- Auszeichnung der staatlichen Kunstinstitution „Ankara Sanat Kurumu“ als bester Regisseur: B. Brecht Arturo Ui’nin Önlenebilir Tırmanışı, Türkei, 1979
- Auszeichnung Avni Dilligil Jury Sonderpreise: B. Brecht Arturo Ui’nin Önlenebilir Tırmanışı, Türkei, 1979
- Auszeichnung der staatlichen Kunstinstitution „Ankara Sanat Kurumu“ als bester Regisseur: Peter Shaffer Amadeus, Türkei, 1983
- Auszeichnung der staatlichen Kunstinstitution „Ankara Sanat Kurumu“ als beste Aufführung: Peter Shaffer Amadeus, Türkei, 1983
- Auszeichnung Avni Dilligil als bester Regisseur: Peter Shaffer Amadeus, Türkei, 1983
- Auszeichnung Ministerium für Kultur als bester Regisseur: Anton Pawlowitsch Tschechow Martı und Heinrich Böll Katharina Blum’un Çiğnenen Onuru, Türkei, 1986
- Auszeichnung der staatlichen Kunstinstitution „Ankara Sanat Kurumu“ als bester Nebendarsteller: Yılmaz Onay Sanatçının Ölümü, Türkei, 1987
- Auszeichnung des Kunst-Event des Jahres: Güngör Dilmen Midas'ın Kulakları, Türkische Republik Nordzypern, 1987
- Auszeichnung als beste Regisseur: Bertolt Brecht Kafkas Tebeşir Dairesi, Mazedonien, 1989
- Auszeichnung als beste Aufführung: Bertolt Brecht Kafkas Tebeşir Dairesi, Mazedonien, 1989
- Auszeichnung der Nova Mazedonien Zeitung goldenen Kranz: Bertolt Brecht Kafkas Tebeşir Dairesi, Mazedonien, 1989
- Auszeichnung Ulvi Uraz als beste Regisseur: Güngör Dilmen Deli Dumrul, Türkei, 1991
- Auszeichnung des Mersin 1. Nationale Theatertreffens als beste Regisseur: Güngör Dilmen Deli Dumrul, Türkei, 1991
- Auszeichnung des Mersin 1. Nationale Theatertreffens als beste Aufführung: Güngör Dilmen Deli Dumrul, Türkei, 1991
- Auszeichnung des Kritiker Verbands als beste Aufführung: Güngör Dilmen Deli Dumrul, Türkei, 1991
- Auszeichnung der staatlichen Kunstinstitution „Ankara Sanat Kurumu“ als beste Aufführung: Güngör Dilmen Deli Dumrul, Türkei, 1991
- Ehrenpreise des Nevroz Nationale Theater Festivals: Güngör Dilmen Deli Dumrul, Türkmenistan, 1993
- Opera-Bale Auszeichnung der Tobav als beste Regisseur: W. A. Mozart Don Giovanni, Türkei, 1993
- Sonderpreise der staatlichen Kunstinstitution „Ankara Sanat Kurumu“: W. A. Mozart Don Giovanni, Türkei, 1993
- Auszeichnung des İsmet Küntay’s als beste Regisseur: Aziz Nesin-Yücel Erten Azizname’95, Türkei 1996
- Auszeichnung des Büyük Behzat Theater Arbeitspreises: Bertolt Brecht Kafkas Tebeşir Dairesi, Türkei. 1997/1998
- Jury Sonderpreise des Avni Dilligils: Bertolt Brecht Kafkas Tebeşir Dairesi, Türkei, 1997/1998
- Auszeichnung der staatlichen Kunstinstitution „Ankara Sanat Kurumu“ als beste Regisseur: Elisabeth Hauptmann & Bertolt Brecht Mutlu Son, Türkei, 1999
- Auszeichnung der Afife Jale als beste Regisseur: Nâzım Hikmet Ferhad ile Şirin, Türkei, 1999
- Auszeichnung des İsmet Küntay’s als beste Regisseur: Nazım Hikmet Ferhad ile Şirin, Türkei, 1999
- Der Publikumspreis der Tiyatronline als beste Aufführung: Bertolt Brecht Arturo Ui’nin Önlenebilir Tırmanışı, Türkei 2000
- Auszeichnung des Nationalen Theater Festivals als beste Aufführung: S. Mrozek / Yücel Erten Sınırdaki Ev, Mazedonien, 2003
- Auszeichnung des Stobi Internationale Antik Spiele Festivals als beste Aufführung: Aristophanes / Yücel Erten Barış, Mazedonien, 2003
- Auszeichnung der staatlichen Kunstinstitution „Ankara Sanat Kurumu“ als beste Regisseur: M. Lengyel/J. Mendell Yaşamak Mı Yoksa Ölmek Mi, Türkei, 2007
- Grand Prix des Homo LudensInternationalen Theater Festivals: Güngör Dilmen Deli Dumrul, Ukraine, 2008
- Auszeichnung des Savaş Dinçels als beste Regisseur des Jahres, Türkei, 2010
- Auszeichnung des Sadri Alışıks als beste Regisseur: Masteroff / Ebb / Cander Cabaret, Türkei, 2010[1]
- Theater Auszeichnung des 75. Yıl Cüneyt Gökçers als beste Regisseur: Türkei 2011[2]
- Dauer Achievement Award des OYÇED: Güngör Dilmen Ben Anadolu, Türkei, 2011[3]
- Auszeichnung des Lions Devlet Tiyatroları als beste Regisseur: Bertolt Brecht Sezuan'ın İyi İnsanı, Türkei, 2012[4]
- Der Publikumspreis der Direklerarası als beste Regisseur: Bertolt Brecht Sezuan'ın İyi İnsanı, Türkei, 2012[5]
- Donizetti-Preis des Andante Dergisi (Zeitschrift) als beste Opera Regisseur: Ferit Tüzün – Güngör Dilmen Midas’ın Kulakları, Türkei, 2013[6]
- Ehrenpreis der 7. Türkische Theatertreffen Dikili, Türkei, 2013[7]

## Werke

### Eigene Werke

#### Theaterstücke
- Kadınlar Devleti
- Cumhuriyet Yolu
- Suikast

#### Adaptation
- Troyalı Kadınlar, Euripides
- Barış, Aristofanes
- Azizname, Aziz Nesin
- Ne Dersin Azizim?, Aziz Nesin
- Selamün Kavlen Karakolu, Aziz Nesin
- 7000 Yıllık Uçan Halıya Ters Binen Hırcar, Ahmet Say

#### Sachbücher
- Azizname’95, Yücel Erten, 2007, Mitos-Boyut Verlag, ISBN 978-9755080055[8]
- Devletin Tiyatrosu Olmaz (Mı?), Yücel Erten, Mitos-Boyut Verlag, ISBN 9786055127183. 1. Auflage 2000, 2. Auflage 2013[9]

### Übersetzungen aus der türkischen Sprache
- Die Ohren des König Midas – Midas'ın Kulakları, Güngör Dilmen, Deutschsprachige Erstaufführung: 1994, WupperTheater, Wuppertal
- Die Sackgasse – Çıkmaz Sokak, Tuncer Cücenoğlu, Deutschsprachige Erstaufführung: 1994, Kleine Bühne, Hamburg
- Der Südwind – Lodos, Beyazıt Gülercan
- Der Skorpion – Akrep, Eşber Yağmurdereli
- Hochzeit in Dobrinja – Dobrinja’da Düğün, Nesrin Kazankaya
- Der kleine Nasrettin 1 – Küçük Nasrettin 1, Serpil Akıllıoğlu, 1981, Buntbuch-Verlag GmbH, Hamburg[10]
- Der kleine Nasrettin 2 – Küçük Nasrettin 2, Serpil Akıllıoğlu, 1982, Buntbuch-Verlag GmbH, Hamburg

### Übersetzungen in die türkische Sprache
- Die Troerinnen, Euripides
- Der Frieden, Aristophanes
- Die Dreigroschenoper, Bertolt Brecht
- Schweyk im Zweiten Weltkrieg, Bertolt Brecht
- Der aufhaltsame Aufstieg des Arturo Ui, Bertolt Brecht
- Happy End, Dorothy Lane (Elisabeth Hauptmann) mit Bertolt Brecht-Kurt Weill
- Der Mitmacher, Friedrich Dürrenmatt
- Die verlorene Ehre der Katharina Blum, Heinrich Böll-Margarethe von Trotta
- Auf hoher See, Slawomir Mrozek
- Die Schlacht, Heiner Müller
- Dicke Luft, Volker Ludwig
- Schule der Clowns, Karl Friedrich Wächter
- Ausflug mit Clowns, Karl Friedrich Wächter-Ken Campbell
- Sunshine Boys, Neil Simon
- Die Insel, Athol Fugard
- Die öffentliche Meinung, Aurel Baranga
- Der Krieg bricht im zweiten Akt aus, Oldřich Daněk
- Zufälliger Tod eines Anarchisten, Dario Fo
- Shakespeare dringend gesucht, Heinar Kipphardt
- Sein oder Nichtsein, M. Lengyel-J. Mendell
- Antilopen, Henning Mankell
- Die Abenteuer Don Quijotes, gespielt von seinen Freunden, Hans Ostarek
- Six Dance Lessons in Six Weeks, Richard Alfieri
- Die Sternstunde des Josef Bieder, Eberhard Streul
- Romme zu Dritt, Petra Blume
- The Kraut, Dirk Heidicke
- Kalpak, Vera Kissel
- Das Orchester, Jean Anouilh
- Hier und Jetzt, Roland Schimmelpfennig
- Jacke wie Hose, Manfred Karge
- Shakespeare in Trouble, Chris Alexander-Hille Darjes
- Herr Brecht und Seine Frauen, Enel Melberg
- Hamlet for You, Sebastian Seidel
- Schneeheide 44, Edzard Schoppmann
- Radio-Sprachkurse 1-4, Deutsche Welle

## Regie
- 1973	Fernando Arrabal, Picknick im Feld, Folkwang Hochschule Essen BRD
- 1974	Aristophanes, Die Frauenvolksversammlung, Folkwang Hochschule Essen BRD
- 1975	Franz Kafka, Der Prozeß, Staatliche Schauspielschule Ankara
- 1976	Recep Bilginer, Es war ein Herbsttag im Park, Staatstheater Ankara
- 1979	Slawomir Mrozek, Auf hoher See, Staatstheater Ankara
- 1979	Bertolt Brecht, Der aufhaltsame Aufstieg des Arturo Ui, Staatstheater Ankara
- 1982	Aristophanes/ Yücel Erten, Der Frieden, Kunsthaus Ankara
- 1983	Güngör Dilmen, Die weißen Götter, Staatstheater Ankara
- 1983	Peter Shaffer, Amadeus, Staatstheater Istanbul
- 1983	Güngör Dilmen, Ich, Anatolien, Kent Oyuncuları Istanbul
- 1984	Haldun Taner, Die Ballade von Ali aus Keschan, Staatstheater Ankara
- 1984	Artur Kopitt, Die Indianer, Staatstheater İstanbul
- 1984	William Shakespeare, Der widerspenstigen Zähmung, Staatstheater Ankara
- 1985	Anton Tcschechov, Die Möwe, Staatstheater Istanbul
- 1985	Heinrich Böll-Margarethe von Trotta, Die verlorene Ehre der Katharina Blum, Städtische Bühnen Istanbul
- 1986	Eduardo de Filippo, Der große Zauber, Staatstheater Ankara
- 1986	Güngör Dilmen, Die Ohren des König Midas, Staatstheater und Städtische Bühne, Nicosia Zypern
- 1987	Euripides, Die Troerinnen, Staatstheater Ankara
- 1988	Bertolt Brecht, Die Dreigroschenoper, Staatstheater Istanbul
- 1988	Bertolt Brecht, Der Kaukasische Kreidekreis, Theater der Völker, Skopje Mazedonien
- 1989	Herbert Meier, Medea, Theater Anadolu Ankara
- 1989	Memet Baydur, Das Mädchen der Republik, Staatstheater Ankara
- 1989	Turgut Özakman, Ein Spiel in Şehnaz, Theater Yej Guardia, Taschkent Uzbekistania
- 1989	Athol Fugard, Die Insel, Theater der Völker, Skopje Mazedonien
- 1990	Güngör Dilmen, Dumrul, der Tolle, Staatstheater Ankara
- 1990	Willy Russell, Blutbruder, Theater Studio Istanbul
- 1991	William Shakespeare, Ein Mittsommernachtstraum, Staatstheater Adana
- 1992	W. Amadeus Mozart, Don Giovanni, Staatsoper Ankara
- 1993	William Shakespeare, Ein Mittsommernachtstraum, Staatstheater Ankara
- 1994	Aristophanes/Yücel Erten, Der Frieden, Staatstheater Antalya
- 1995	Aziz Nesin/Yücel Erten, Azizname 95 Tiyatrom Berlin BRD
- 1995	Aziz Nesin/Yücel Erten, Azizname 95 Staatstheater Ankara
- 1996	W. Amadeus Mozart, Die Zauberflöte, Staatsoper Izmir
- 1997	Aristophanes/Yücel Erten, Der Frieden, Ankara Univ. Theaterabteilung
- 1997	Bertolt Brecht, Kaukasischer Kreidekreis, Städtische Theater Istanbul
- 1998	W. Amadeus Mozart, Don Giovanni, Staatsoper Mersin
- 1998	W. Amadeus Mozart, Don Giovanni, Staatsoper Ankara
- 1998	E. Hauptmann-B. Brecht, Happy End, Staatstheater Ankara
- 1999	Nâzım Hikmet, Ferhad und Şirin, Staatstheater Istanbul
- 1999	Aristophanes, Frieden, Staatstheater Izmir
- 1999	Bertolt Brecht, Der Aufhaltsame Aufstieg des Arturo Ui, Staatstheater Istanbul
- 2000	Nazım Hikmet, Ferhad und Şirin, Dramski Teatar Mazedonien
- 2001 Aziz Nesin/Yücel Erten, Azizname, Öteki Tiyatro + AYSA Prodüksiyon Tiy.
- 2001	Bertolt Brecht, Schweyk im Zweiten Weltkrieg, Städtische Theater Istanbul
- 2001	Turgut Özakman, Ein Spiel in Şehnaz, Städtische Theater İzmit
- 2002	Yücel Erten, Frauenvolksversammlung, AYSA Produktion Theater
- 2002	W. Shakespeare, Ein Mittsommernachtstraum, Städtische Theater Izmit
- 2002	S. Mrozek / Yücel Erten, Das Haus an der Grenze, Völkertheater Mazedonien
- 2003	W. Shakespeare, Richard III., Städtische Theater Istanbul
- 2003	Aristophanes/Yücel Erten, Der Frieden, Städtische Theater Izmit
- 2003	Aziz Nesin/Yücel Erten, Azizname, Städtische Theater Izmit
- 2004	T. Özakman/Muammer Sun, Delioğlan, Staatsoper Izmir
- 2004 	Eduardo De Filippo, Die Kunst der Komödie, Städtische Theater Izmit
- 2005	Aziz Nesin/Yücel Erten, Azizname, Türkisches Theater Skopje Mazedonien
- 2005	Adem Atar, Ein Spiel der Freiheit, Türkisches Theater Skopje Mazedonien
- 2006	H. Taner/Y. Tura, Die Ballade von Ali aus Keschan, Städtische Theater Istanbul
- 2006	M. Lengyel/J. Mendell, Sein oder Nichtsein, Staatstheater Ankara
- 2007	Oldrich Danek, Der Krieg Bricht im Zweiten Akt Aus, Staatstheater Istanbul
- 2007	Güngör Dilmen, Dumrul der Tolle, Staatstheater Trabzon
- 2008	Aziz Nesin/Yücel Erten, Azizname, Dafne Kunsthaus Izmit
- 2009	Aziz Nesin/Yücel Erten, Ne dersin Azizim?, Istanbul DT
- 2009	Masteroff/Kander/Ebb, Cabaret, Städtische Theater Istanbul
- 2009	Yücel Erten, Frauenvolksversammlung, Türkisches Theater Skopje Mazedonien
- 2009	W. Shakespeare, Ein Mittsommernachtstraum, Städtische Theater Eskişehir
- 2010	Jean Anouilh, Orkestra, Bilkent Üniv. Theaterabteilung
- 2011	Aristophanes/Yücel Erten, Der Frieden, Staatstheater Ankara
- 2012	Bertolt Brecht, Der gute Mensch von Sezuan, Staatstheater Istanbul
- 2012	Ferit Tüzün/G. Dilmen, Die Ohren des Midas, Staatsoper Istanbul
- 2012	Aziz Nesin/Yücel Erten, Selamün Kavlen Karakolu, Kunsttheater Ankara
- 2014	Ahmet Say/Fazıl Say/Y. Erten, 7000 Yıllık Uçan Halıya Ters Binen Hırcar, Teatr Company Istanbul
- 2014	Güngör Dilmen, Dumrul Szalony, Teatr Rozrywki Polen

## Filmografie
- Yorgun Savaşçı, Fernsehserie TRT, 1979, Halit Refiğ
- Kurtuluş, Fernsehserie TRT, 1996, Ziya Öztan
- Cumhuriyet, Film TRT, 1998, Ziya Öztan
- Salkım Hanımın Taneleri, Film, 1999, Tomris Giritlioğlu
- Sana Bayılıyorum, Fernsehserie Show TV, 2002, Aram Gülyüz-İlyas İlbey
- Körfez Ateşi, Fernsehserie ATV, 2005, Şafak Bakkalbaşıoğlu
- İlk Aşk, 2006, Nihat Durak
- Yemin, Fernsehserie Fox TV, 2007 – 08 Sadullah Celen
- Garp, Film, 2008, Emre Mirza
- Elveda Rumeli, Fernsehserie ATV, 2009, Serdar Akar
- Kavşak, Film, 2010, Selim Demirdelen
- Bitmeyen Şarkı, Fernsehserie ATV, 2010, Sadullah Celen–Yasemin Türkmenli
- Tozlu Yollar, Fernsehserie ATV, 2013, Özer Kızıltan – Kudret Sabancı
- Karadayı, Fernsehserie ATV, 2013, Uluç Bayraktar – Cem Karcı